# 颱風羅莎 (2013年)
颱風羅莎（英語：Typhoon Krosa，國際編號：1329，聯合颱風警報中心：WP292013，菲律賓大氣地球物理和天文管理局：Vinta）為2013年太平洋颱風季第27個被命名的風暴。「羅莎」一名由柬埔寨提供，是鶴的意思。

## 發展過程

### 形成初期，緩慢發展
2013年10月25日晚上8時，一個低壓區在關島東南部海面上生成，但由於當時該系統所在的海域垂直風切變稍強，該系統形成初期的發展速度緩慢。日本氣象廳在10月27日上午9時15分率先把該低壓區升格為熱帶低氣壓，並隨即對其發出烈風警報，但維持2日有多也未能正式升格。美國海軍研究實驗室亦在27日早上對該系統給予熱帶擾動編號96W；而到了下午6時，聯合颱風警報中心對該系統在24小時內形成為熱帶氣旋的機會給予「LOW」的評級。在副熱帶高壓脊南方的偏東風引導下，該系統向西北偏西移動。
中國國家氣象中心在10月28日凌晨兩時率先將其低壓區升格為熱帶低氣壓，隨後聯合颱風警報中心亦在10月28日凌晨2時半把發展機會的評級上調為「中等」，然後在晚上7時把上述機會評級進一步上調為「高」，並對其發出熱帶氣旋形成警報。香港天文台亦在當日上午11時45分表示「菲律賓以東的西北太平洋氣壓頗低，一個熱帶低氣壓似乎在形成中」；但相隔19小時後，才於翌日（10月29日）早上6時45分把該系統升為熱帶低氣壓。聯合颱風警報中心亦在10月29日上午11時把該系統正式升格為熱帶低氣壓，並給予編號29W。

### 明顯增強，掠過呂宋北端
烈風警報維持近3日後，中國國家氣象中心率先將該熱帶低氣壓升格為熱帶風暴，隨後日本氣象廳亦在10月30日凌晨3時05分正式把該系統升格為熱帶風暴，並命名為羅莎；而香港天文台亦緊接在凌晨3時半把羅莎升為熱帶風暴。上午11時，聯合颱風警報中心將其升格為熱帶風暴。羅莎繼續繼續受到副熱帶高壓脊引導，向西北偏西移動，時速22公里，移向呂宋附近一帶；同時羅莎亦移入垂直風切變較弱的環境，加上水溫偏高，羅莎的增強速度明顯加快，組織亦漸變緊密。中國國家氣象中心率先在下午2時將羅莎升格為強熱帶風暴。晚上8時50分，日本氣象廳將其升格為強烈熱帶風暴。香港天文台緊隨其後，在晚上9時45分亦把羅莎升為強烈熱帶風暴。此時羅莎已經有跡象形成「雲捲風眼」，是強度進一步上揚的先兆；但羅莎路徑上的些微誤差，會令其登陸位置出現明顯變化，影響其最高強度。如果路線偏南就會直接橫過呂宋島上的高山，導致強度大減，入南海後重新組織需時；路線偏北則會在岸邊掠過，更可能不需登陸，直接橫過巴布延海峽，令其強度得以維持，並有利於羅莎進入南海後再次增強，因此羅莎在登陸呂宋之前的路徑，對其最終最高強度有著決定性的影響。
10月31日，羅莎保持西北偏西之移動路徑，並繼續增強。羅莎的眼壁和風眼亦逐漸形成，標誌著羅莎達到颱風強度。中國國家氣象中心率先在凌晨2時，將羅莎升格為颱風，隨後聯合颱風警報中心在凌晨5時跟隨，日本氣象廳和香港天文台亦分別在下午2時50分及3時半把羅莎升格為颱風。下午4時45分，羅莎在菲律賓卡加延省剛薩加沿海登陸。登陸前一刻，中國國家氣象中心將羅莎升格為強颱風。但由於羅莎橫過菲律賓的最終路線是掠過呂宋北端，其中心一直非常接近岸邊，未有直接橫過高山，因此羅莎的結構不至於大受破壞，其強度只是稍為回落，仍能保持颱風強度，不過風眼一度變得模糊，成為「雲塞風眼」。

### 入南海達巔峰，轉西北後急剎停
羅莎於11月1日進入南海北部並重新加強，中心風力輕微回升。由於華北高氣壓阻礙副熱帶高壓脊延伸至中國東南部，羅莎移入南海的同時，亦進入鞍型氣壓場中，引導氣流減弱，令羅莎逐漸減速至每小時14公里。當時南海的水溫雖然已比夏季時有所下降，但是仍足夠為羅莎提供能量一段時間，這為翌日羅莎再次明顯增強埋下伏筆。
羅莎在11月2日上午突然採取偏西北路徑，並進一步增強，達到其最高強度，隨後變為移動緩慢，接近停滯不前。羅莎的風眼再度成形，面積比橫過菲律賓前更大，於衛星雲圖上清晰可見。聯合颱風警報中心於凌晨5時把羅莎的強度上調至相當於薩菲爾-辛普森颶風等級的3級颱風。位於南海的中海油PY30-1鑽油平台G3598在當日黃昏受到羅莎的眼壁影響，於下午5時20分錄得每秒56.6米（即每小時204公里）的2分鐘平均風速，以及每秒56.5米（每小時203公里）的10分鐘平均風速，兩者均達到超強颱風標準。但該平台的風速計安裝於海平面以上50米，不符合海平面以上10米或以內的要求，需要經過折算處理；然而折算後的風速仍達強颱風標準，促使中國國家氣象中心採納此項實測數據，並立即把羅莎升為強颱風。香港方面，由於政府飛行服務隊的「捷流-41」定翼機要維修，加上天文台未有即時採納南海油台之數據，導致沒有作出升格，並低估強度，只把羅莎的接近中心最高持續風速上調至每小時145公里，處理手法引起網民爭議；直至事後報告中，天文台才表示羅莎於當日午夜後已經增強為強颱風，強度維持整整1日，巔峰時的中心風力達到每小時165公里，後於翌日（11月3日）凌晨減弱為颱風。日本氣象廳亦低估羅莎強度，把羅莎的中心風力評定為80海浬，即每小時150公里。
羅莎改向偏西北移動後，與華南沿岸的距離已經拉近少於300公里；不過羅莎的環流緊密，其強風範圍半徑只有約250公里，僅僅覆蓋珠江口及其東面一帶，烈風範圍半徑更只有約180公里，結果廣東沿岸的風力未有顯著加強。可是這亦顯示若羅莎繼續接近，珠江口附近一帶的風速可於短時間內急劇上升。雖然羅莎成功進一步加強，但是它在南海北部停留太久，連續20多個小時於香港之東南偏南約250公里左右徘徊，令海水能量被耗盡，上升流使較深層的冷水通過對流抬升至表面，海水溫度因而下降；同時垂直風切變增強，令羅莎的巔峰強度只能短暫維持，它在當晚便轉趨減弱，風暴結構開始受到破壞。

### 對流被切離，於越南沿岸消散
一股東北季候風補充在11月3日抵達華南沿岸，令南海北部垂直風切變持續加強，並帶來對熱帶氣旋發展相當不利的乾空氣。羅莎受風切變影響，對流向東北切離；同時又捲入乾空氣，令羅莎的強度不斷下降，風眼被填塞，組織漸轉鬆散。中國國家氣象中心，在凌晨2時將其降格為颱風。日本氣象廳在早上8時45分將其降格為強烈熱帶風暴，而香港天文台在下午12時45分亦把羅莎降為強烈熱帶風暴，隨後下午2時，中國國家氣象中心跟隨，將其降格為強熱帶風暴。東北季候風補充支配華南及南海北部，瓦解鞍型氣壓場，取代副熱帶高壓脊成為羅莎移動方向的主導，令羅莎在當日下午改向西南移動，及恢復每小時25公里的移動速度。羅莎的滯留、轉向及減弱的情況均與2006年颱風西馬侖類似。日本氣象廳和香港天文台分別在晚上8時45分及9時45分，把羅莎進一步降格為熱帶風暴，與上一次降級相隔9小時。
11月4日，羅莎的深層對流已被摧毀，中心密集雲團被「遺留」在南海北部，剩下一個完全外露的低層環流中心繼續向西南移動，直指越南中部。中國國家氣象中心率先於凌晨2時將其降格為熱帶風暴，隨後聯合颱風警報中心跟隨，於凌晨5時把羅莎降格為熱帶風暴，再於6小時後，在上午11時再把羅莎降格為熱帶低氣壓，並發出最後警報。香港天文台則早於當日早上6時15分已經把羅莎降為熱帶低氣壓，中國國家氣象中心亦在下午2時將其降格為熱帶低氣壓，但日本氣象廳則直至晚上9時05分才將其降格為熱帶低氣壓。雖然南海北部環境已變得惡劣，但是當日羅莎的減弱速度反而有所放緩，其低層環流中心雖已暴露，但仍保持完整，使其熱帶低氣壓強度再維持一段時間。中國國家氣象中心認為羅莎已經消散，在當日晚上20時將羅莎停止編號。當羅莎移至越南對出海面，並快將登陸時，香港天文台在11月5日凌晨3時25分把羅莎降為低壓區；而羅莎於越南中部登陸後，日本氣象廳在同日上午9時表示羅莎減弱消散。

### 事後調整：香港天文台補升為強颱風
由於在實時公佈中低估強度，香港天文台在事後作出修正。於12月末發表的羅莎報告中，香港天文台把羅莎補升為強颱風，並把其接近中心最高持續風速由每小時145公里，大幅上調至每小時165公里；但於日本氣象廳所發佈的最佳路徑中，日本氣象廳反而把羅莎的風速下調為75節，即每小時140公里，與羅莎的實測強度相差更遠。

## 影響

### 菲律賓
當地最高熱帶氣旋警告信號：三號風暴信號

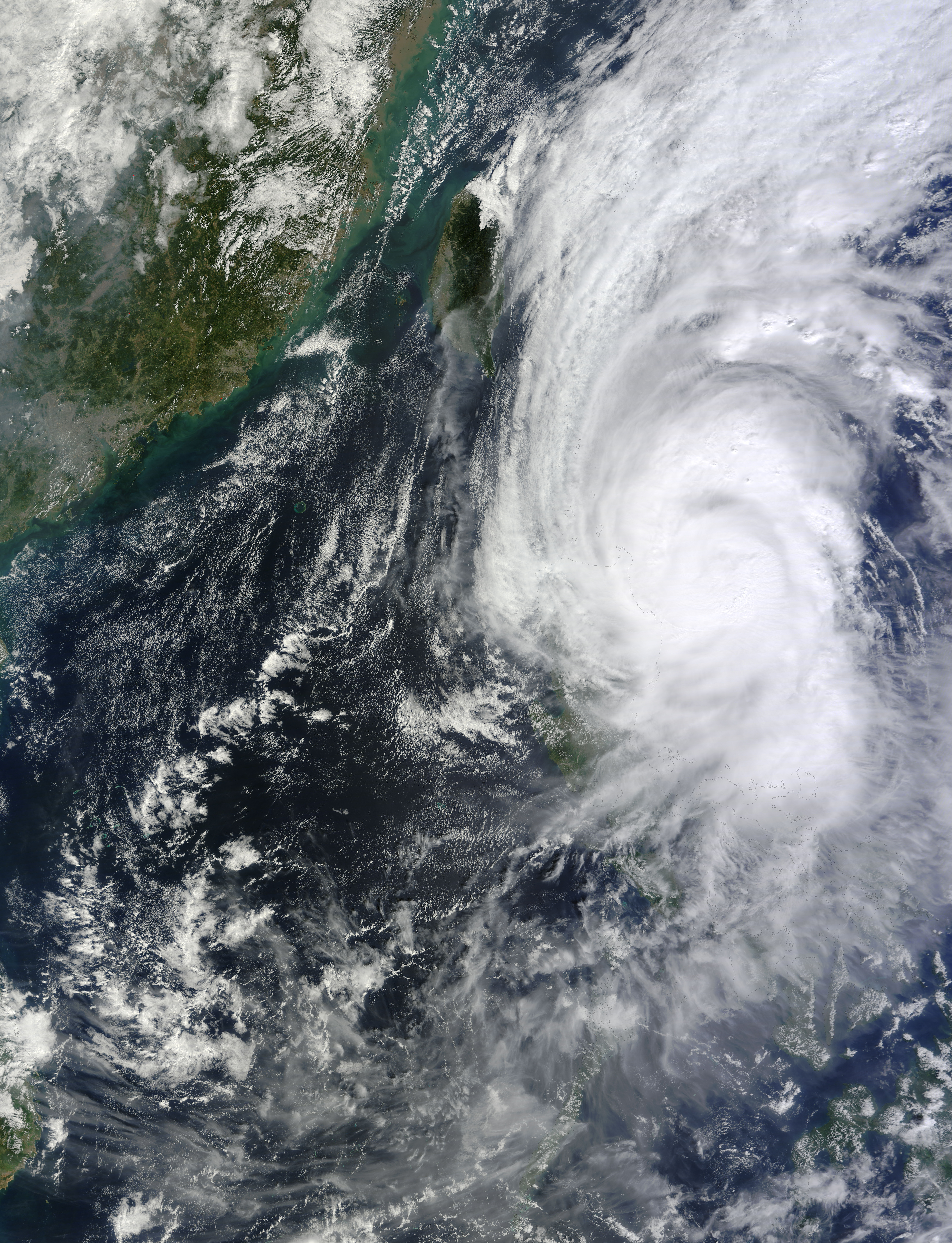
強烈熱帶風暴羅莎在10月31日逼近呂宋

10月29日上午5時，菲律賓大氣地球物理和天文管理局將已進入責任範圍的低壓區升格為熱帶低氣壓，並發佈第一報熱帶氣旋資訊，命名為Vinta。下午5時，菲律賓氣象部門發出一號風暴信號。
10月30日下午5時，菲律賓氣象部門發出二號風暴信號。
10月31日上午5時，菲律賓氣象部門發出三號風暴信號。下午4時45分，羅莎在卡加延省剛薩加沿海登陸。
11月1日上午10時45分，菲律賓氣象部門解除三號風暴信號及二號風暴信號。下午4時，羅莎離開菲律賓氣象部門責任範圍，發佈最後一報熱帶氣旋資訊，並解除一號風暴信號。

### 中國大陸
當地最高熱帶氣旋警告信號： 颱風黃色預警信號
10月31日下午6時，中央氣象台發佈颱風藍色預警信號。
11月1日上午6時，中央氣象台改發颱風黃色預警信號。
11月4日上午6時，中央氣象台改發颱風藍色預警信號。
11月5日上午6時，中央氣象台解除颱風藍色預警信號。

### 香港
當地發出之最高熱帶氣旋警告信號： 一號戒備信號
羅莎在11月1日午夜後進入距離香港800公里範圍，並穩定採取偏西路徑，由香港之東南偏東約760公里向西北偏西移動。天文台在當日下午3時20分發出一號戒備信號，當時羅莎集結在香港之東南約520公里。羅莎成為自2006年颱風西馬侖襲港後，7年以來首個11月襲港熱帶氣旋。天文台在下午3時25分表示當日發出三號信號機會不大，後於下午6時45分表示晚間發出三號強風信號機會不大，及預計羅莎翌日（11月2日）在香港以南300公里左右掠過。
11月2日凌晨4時45分，天文台表示當日早上發出三號強風信號的機會不大，又指出羅莎的移動路徑會有變數。凌晨5時開始，香港高地間竭受強風影響，日間高地強風變得持續。當日上午，羅莎突然出現進一步增強趨勢（事後證實增強為強颱風），並採取偏西北路徑移動。在上午11時45分，天文台表示若羅莎繼續採取較偏北路徑移動，天文台會在當日稍後時間考慮發出三號熱帶氣旋警告信號；天文台亦預測羅莎會在當日稍後至11月3日初時在香港南面300公里內掠過。由於羅莎在當日下午移動變得緩慢，天文台在下午6時45分表示需視乎香港風力變化，再考慮在晚間發出三號信號。此時離岸地區風勢加強，長洲泳灘及橫瀾島先後出現強風。入夜後羅莎仍幾乎停留，晚上10時45分，天文台表示需視乎香港風力變化，再考慮在11月3日早上發出三號強風信號。
11月3日凌晨，羅莎繼續停滯不前之餘，更轉趨減弱；香港風勢亦不再增強，只有高地繼續錄得持續強風、離岸間中受強風影響。天文台放棄考慮發出三號強風信號，在早上6時45分表示，羅莎繼續於香港南面200多公里緩慢移動，並預計東北季候風補充會在當日稍後到達，屆時羅莎會改向偏西南遠離香港。天文台提醒市民在季候風到達前，羅莎對香港威脅仍存在，呼籲市民保持警惕。由於羅莎繼續在香港南面200至250公里徘徊，羅莎最接近時間一再延後。隨著羅莎減弱為強烈熱帶風暴，天文台在下午1時45分表示，當羅莎逐漸遠離香港及繼續減弱，便會考慮取消所有熱帶氣旋警告信號。羅莎在當日下午2時最接近香港，在香港以南約220公里掠過。由於羅莎開始改向偏西南移動，並在當晚進一步減弱為熱帶風暴，天文台在晚上10時50分取消所有熱帶氣旋警告信號，當時羅莎集結在香港之西南偏南約270公里。
由於政府飛行服務隊的「捷流-41」定翼機要維修，加上天文台未有即時採納南海油台之數據，導致沒有作出升格，並低估強度，只把羅莎的接近中心最高持續風速上調至每小時145公里，處理手法引起網民批評。直至事後天文台在12月23日發佈的「2013年11月熱帶氣旋概述」中，才把羅莎強度向上修訂為強颱風，接近中心最高持續風速由每小時145公里上調為每小時165公里。受到強度調整影響，天文台在12月24日（風暴過後8星期）才正式公佈強颱風羅莎報告，比超強颱風尤特及天兔（兩者均帶來八號信號，報告用約1個月時間完成）報告製作時間更長。

### 澳門
當地懸掛最高熱帶氣旋警告信號：  一號風球
地球物理暨氣象局在11月1日中午發出一條滾動信息，提示市民做好相應預防措施，並留意氣象局最新消息。隨後表示將於下午4時懸掛一號風球。中午12時，羅莎集結在澳門東南偏東約650公里。
預料颱風羅莎(1329)將於11月2日下午至晚間最接近澳門，11月2日日間雲量增加，午後驟雨漸轉頻密，風力加强。請市民做好相應預防措施，並留意本局最新消息。
氣象局於11月1日下午4時懸掛一號風球。下午4時，羅莎集結在澳門東南約550公里，大致趨向海南省。預料羅莎將於明日下午至晚間最接近澳門，明日日間雲量增加，午後驟雨漸轉頻密，風力加強。氣象局在晚上9時稱，預料翌日（11月2日）早上改掛較高風球機會不大。當時羅莎集結在澳門東南約500公里。
氣象局於11月2日上午10時稱，預測一號風球將維持一段時間。當時羅莎集結在澳門東南約370公里。
11月3日凌晨4時，羅莎集結在澳門東南偏南約250公里。氣象局於11月3日上午10時稱，由於受到冬季季候風影響，預測羅莎稍後將向西南移動，逐漸減弱並遠離澳門，預料一號風球將維持一段時間。11月3日天氣大致多雲，有驟雨。當時羅莎集結在澳門東南偏南約250公里，緩慢向西方向移動，大致趨向越南沿岸。中午12時起，羅莎集結在澳門東南偏南約230公里。
氣象局於11月3日晚上11時表示所有風球將於午夜12時除下。晚上10時，羅莎集結在澳門東南偏南約250公里，緩慢向西南移動，逐漸減弱並遠離澳門，大致趨向越南沿岸。
氣象局於11月4日午夜12時正除下所有風球，當時羅莎集結在澳門以南約260公里。

## 熱帶氣旋信號使用記錄

### 菲律賓
| 菲律賓大氣地球物理和天文管理局 風暴信號 | 菲律賓大氣地球物理和天文管理局 風暴信號 | 菲律賓大氣地球物理和天文管理局 風暴信號 |
| --------------------------------------- | --------------------------------------- | --------------------------------------- |
| 上一熱帶氣旋                            | 一號風暴信號                            | 下一熱帶氣旋                            |
| 颱風百合                                | 一號風暴信號                            | 熱帶低氣壓威爾瑪                        |
| 颱風百合                                | 二號風暴信號                            | 超強颱風海燕                            |
| 颱風百合                                | 三號風暴信號                            | 超強颱風海燕                            |

### 中國大陸
| 國家氣象中心 颱風預警信號 | 國家氣象中心 颱風預警信號 | 國家氣象中心 颱風預警信號 |
| ------------------------- | ------------------------- | ------------------------- |
| 上一熱帶氣旋              | 颱風藍色預警信號          | 下一熱帶氣旋              |
| 強颱風百合                | 颱風藍色預警信號          | 超強颱風海燕              |
| 強颱風百合                | 颱風黃色預警信號          | 超強颱風海燕              |

### 香港
| 香港天文台 熱帶氣旋警告信號 | 香港天文台 熱帶氣旋警告信號 | 香港天文台 熱帶氣旋警告信號 |
| --------------------------- | --------------------------- | --------------------------- |
| 上一熱帶氣旋                | 一號戒備信號                | 下一熱帶氣旋                |
| 超強颱風天兔                | 一號戒備信號                | 熱帶風暴海貝思              |

### 澳門
| 地球物理暨氣象局 熱帶氣旋信號 | 地球物理暨氣象局 熱帶氣旋信號 | 地球物理暨氣象局 熱帶氣旋信號 |
| ----------------------------- | ----------------------------- | ----------------------------- |
| 上一熱帶氣旋                  | 一號風球                      | 下一熱帶氣旋                  |
| 颱風天兔                      | 一號風球                      | 颱風威馬遜                    |

## 外部連結
- （日語）日本氣象廳：1329最佳路徑數據 （页面存档备份，存于）、2013年熱帶氣旋最佳路徑（數據 （页面存档备份，存于）、路徑圖 （页面存档备份，存于））
- （英文）美國聯合颱風警報中心：29W最佳路徑數據 （页面存档备份，存于）、颱風羅莎最佳路徑圖
- （简体中文）中國國家氣象中心：2013年熱帶氣旋最佳路徑數據 （页面存档备份，存于）
- （繁體中文）中華民國交通部中央氣象局：颱風資料庫——
- （繁體中文）香港天文台：報告 （页面存档备份，存于）、《2013熱帶氣旋年刊》 （页面存档备份，存于）、實時天氣稿（10月28日 （页面存档备份，存于）－29日 （页面存档备份，存于）－30日 （页面存档备份，存于）－31日 （页面存档备份，存于）－11月1日 （页面存档备份，存于）－2日 （页面存档备份，存于）－3日 （页面存档备份，存于）－4日 （页面存档备份，存于）－5日 （页面存档备份，存于））
- （繁體中文）澳門地球物理暨氣象局：報告
- （英文）菲律賓大氣地球物理和天文管理局：2013年熱帶氣旋路徑年報 （页面存档备份，存于）